# Sahale
Sahale est un prénom masculin. Il se prononce Sahlé.

## Sens et origine du prénom
- Prénom masculin d'origine nord-amérindienne[1].
- Prénom qui signifie "au-dessus". Très peu attribué dans le monde entier, selon les estimations, moins de 300 personnes le porteraient dans le monde. Le prénom Sahale est originaire d'Amérique du Nord. Il est symbolisé par le "faucon", et sa signification veut dire "au-dessus". En France, il est pratiquement méconnu et, à ce titre, très rarement donné.

## Prénom de personnes célèbres et fréquence
- Prénom peu usité aux États-Unis[2].
- Prénom qui n'a semble-t-il jamais été donné en France[3], mais qui a été donné en seconds prénoms a quelques personnes seulement en France après 1980.